# Witold Sawicki
Witold Sawicki, pseud. Andrzej, Jerzy, Profesor, Burzański, Tolek (ur. 31 stycznia?/13 lutego 1904 w Humaniu, zm. 13 maja 1973 w Otwocku) – polski historyk prawa, działacz harcerski, harcmistrz, Naczelnik Harcerstwa Polskiego w latach 1941–1945.

## Życiorys
Witold Sawicki w 12. roku życia wstąpił w Humaniu do harcerstwa, z którym związał się na całe życie.
W 1916 roku przeniósł się wraz z rodzicami do Warszawy. W 1920 roku uczestniczył jako ochotnik w wojnie polsko-bolszewickiej. W latach 1921–1924 był drużynowym 48 Warszawskiej Drużyny Harcerzy (WDH), a później, do 1926 roku – 12 WDH. W latach 1926–1930 pracował w Wydziale Organizacyjnym Główniej Kwatery Męskiej ZHP, nadzorując działalność wychowawczą komendantów chorągwi mazowieckich.
W 1922 roku ukończył Gimnazjum im. Jana Zamojskiego w Warszawie, a w 1926 roku – Wydział Prawa Uniwersytetu Warszawskiego, uzyskując tytuł magistra praw. Odbył aplikację sędziowską. Dyplom doktora praw otrzymał w 1930 roku, a następnie, jako stypendysta MWRiOP kontynuował studia w Paryżu i Tuluzie, zajmując się ustrojem i prawem państwa Franków i średniowiecznej Francji. W 1933 roku uzyskał habilitację na Wydziale Prawa UW. Po odbyciu aplikacji adwokackiej został wpisany w 1936 roku na listę warszawskiej palestry i wraz z ojcem prowadził kancelarię adwokacką. W latach 1937–1939 prowadził wykłady z historii prawa na UW, specjalizując się w historii prawa na zachodzie Europy.
Po powrocie z Francji w 1931 roku, w wyniku podziałów politycznych w polskim harcerstwie, nie kontynuował już swojej pracy w GKM ZHP. Zainicjował powołanie ogólnowarszawskiego kręgu starszoharcerskiego grupującego działaczy o nastawieniu narodowym, który początkowo przyjął nazwę Klubu Włóczęgów, a od 1934 roku Kręgu Starszoharcerskiego św. Jerzego. Był członkiem „Juventus Christiana”, współpracował z wydawanym w Poznaniu, później w Warszawie czasopismem „Strażnica Harcerska”, należał do „Gromady Reytaniaków” – kręgu starszoharcerskiego związanego z 2 WDH. Był czynnym członkiem grupy „Porozumienie Antykomunistyczne” zajmującej się badaniem metod ekspansji komunizmu w Polsce. Był ideowo związany z Obozem Wielkiej Polski, a następnie ze Stronnictwem Narodowym.
Po wybuchu wojny Sawicki wraz ze Stanisławem Sedlaczkiem oraz zgrupowanymi wokół niego działaczami przedwojennego Kręgu św. Jerzego, założył pod koniec października 1939 roku niezależną konspiracyjną organizację harcerską Harcerstwo Polskie. Został członkiem jego Naczelnej Rady Harcerskiej i zastępcą naczelnika (Stanisława Sedlaczka), a po jego aresztowaniu przez Niemców 18 maja 1941 roku – naczelnikiem HP. Funkcję tę pełnił do aresztowania przez komunistyczne władze bezpieczeństwa w grudniu 1945 roku. W okresie okupacji niemieckiej Witold Sawicki wraz z innymi członkami kierownictwa HP, prowadził rozmowy z dowództwem Szarych Szeregów w ramach Harcerskiego Komitetu Porozumiewawczego, utworzonego w 1943 roku w celu nawiązania współpracy między tymi organizacjami. W czasie okupacji był członkiem Zarządu Głównego Stronnictwa Narodowego i pełnił w nim funkcję kierownika Wydziału Wychowania. Był jednym z organizatorów tajnego Uniwersytetu Ziem Zachodnich i w latach 1940–1944 prowadził wykłady i seminaria z historii prawa na podziemnym Wydziale Prawa UZZ, od 1943 roku wchodzącym w skład Uniwersytetu Warszawskiego. Na krótko przed powstaniem warszawskim wstąpił do NOW scalonej w 1942 roku z AK. W powstaniu walczył, wraz ze swymi harcerzami i harcerkami, w Batalionie „Gustaw” Zgrupowania „Róg” na Woli, Starym Mieście i Śródmieściu. 28 sierpnia 1944 roku został odznaczony Krzyżem Walecznych. 1 września został poważnie ranny w szyję. W połowie września dostał nominację na podporucznika czasu wojny. Po upadku powstania został wywieziony do Niemiec, przebywał w obozach: Stalag XI B w Fallingbostel, obozie koncentracyjnym Bergen-Belsen i oflagu Oflag II D Gross-Born.
Po zwolnieniu z oflagu w lutym 1945 roku wrócił do Polski, w Krakowie wznowił konspiracyjną działalność HP. Działał też w tajnym SN, zostając w listopadzie 1945 roku pełniącym obowiązku prezesa tego Stronnictwa. Prowadził jednocześnie działalność naukową, wykładając historię prawa na Uniwersytecie Jagiellońskim i na Uniwersytecie Łódzkim jako profesor kontraktowy. W lipcu 1945 roku powołano go na członka Komisji Prawniczej PAU.
W listopadzie 1945 roku został aresztowany, wraz z innymi członkami Naczelnictwa HP, i oskarżony o udział w nielegalnych związkach Harcerstwo Polskie i Stronnictwo Narodowe, mając na celu obalenie demokratycznego ustroju Państwa Polskiego. Po skazaniu przez sąd wojskowy na 5 lat więzienia, został zwolniony na mocy amnestii 1 maja 1947 roku.
W listopadzie 1948 roku podjął pracę na KUL, pracując kolejno jako starszy asystent, adiunkt i profesor kontraktowy. W maju 1952 roku został ponownie aresztowany i oskarżony o działalność szpiegowską. Po półrocznym pobycie w więzieniu mokotowskim został zwolniony bez procesu, jednak bez prawa pracy na uczelni. Do pracy dydaktycznej wrócił po październiku 1956 roku, obejmując stanowisko zastępcy kierownika Katedry Powszechnej Historii Państwa i Prawa na Wydziale Prawa Uniwersytetu Marii Curie-Skłodowskiej w Lublinie, a następnie kierownika tej katedry (w latach 1960–1970). 1 stycznia 1957 roku został zastępcą profesora na tym wydziale, a 31 października tego roku odzyskał stopień i stanowisko docenta. Pod koniec życia wykładał też na ATK.

## Życie prywatne
Witold Sawicki był synem Mirosława i Zofii z domu Piotrowskiej. W 1950 roku ożenił się z Zofią Nadolską (primo voto Gniazdowską, 1909–1986). Mieli dwoje dzieci: Piotra i Marię, późniejszą Mikołajewską (ur. w 1954 roku). Małżeństwo wychowywało również Ewę Gniazdowską, córkę Zofii z pierwszego małżeństwa.
W ostatnich latach życia mieszkał w Otwocku i tam został pochowany na cmentarzu parafialnym.